# سلفادور ميدينا
سلفادور ميدينا (بالإسبانية: Salvador Medina)‏ (27 يناير 1988 بليما في بيرو - ) هو لاعب كرة قدم مكسيكي في مركز الدفاع. لعب مع أليانزا ليما ونادي تشياباس وPumas Morelos ‏.

## وصلات خارجية
- سلفادور ميدينا على موقع قاعدة بيانات كرة القدم.إي يو (الإنجليزية)